# Pier Giorgio Morandi
Pier Giorgio Morandi (geboren 1958 in Biella) ist ein italienischer Oboist und Dirigent.

## Leben und Werk
Pier Giorgio Morandi spielte zehn Jahre lang als Solo-Oboist im Orchester der Mailänder Scala. Er assistierte Riccardo Muti und Giuseppe Patanè, von denen er, so die Wiener Staatsoper, „viel über Stil und Tradition des italienischen Opernrepertoires lernte“. Er studierte Komposition in Mailand, Dirigieren am Salzburger Mozarteum und in Tanglewood – dort bei Leonard Bernstein und Seiji Ozawa. 1989 wurde er als stellvertretender Chefdirigent an das Teatro dell’Opera in Rom berufen. 1991 wurde er Erster Gastdirigent an der Ungarischen Staatsoper in Budapest, später Erster Gastdirigent beim Helsingborger Symphonieorchester und an der Königlichen Oper in Stockholm. Lange Jahre arbeitete er auch regelmäßig an der Semperoper in Dresden. Seit 1990 gastiert Morandi – obwohl er überwiegend im Ausland tätig ist – auch regelmäßig an den großen Bühnen Italiens, an der Mailänder Scala, in Modena, Neapel, Palermo, Parma, Piacenza, Ravenna, Reggio Emilia, Rimini, Rom, Triest und Turin, in der Arena di Verona, beim Sferisterio Opera Festival in Macerata und Festival Puccini in Torre del Lago. Er leitete Opernabende in vielen Ländern Europas, beispielsweise in Skandinavien (Oslo, Göteborg, Stockholm, Kopenhagen und Helsinki), am Théâtre Royal de La Monnaie von Brüssel, am Opernhaus Zürich, an der Oper Graz und der Wiener Staatsoper, in Hamburg, Frankfurt und Berlin, an der Opéra Bastille von Paris und
in Marseilles, in Bilbao, Las Palmas und Valencia, in Moskau und Tiflis. Er wurde auch an zahlreiche Bühnen in Übersee verpflichtet, nach Qatar, China, Südkorea, Japan und Australien, an das Teatro Colón in Buenos Aires, die Metropolitan Opera in New York und die Seattle Opera.
Morandi dirigiert ausschließlich italienisches Repertoire des 19. Jahrhunderts, mit wenigen veristischen Ausnahmen aus dem frühen 20. Jahrhunderts. Es sind die fünf großen Operisti Italiens – Rossini, Donizetti, Bellini, Verdi, Puccini – für die er nachgefragt wird und die seine Reiserouten bestimmen. Verdi und Puccini zählen mehr oder weniger vollständig zu seinem Repertoire, von Rossini, Donizetti und Bellini jeweils Einzelwerke – Il barbiere di Siviglia vom Maestro aus Pesaro, L’elisir d’amore vom Maestro aus Bergamo (von diesem auch fallweise Lucia di Lammermoor und Maria Stuarda) sowie La sonnambula vom Maestro aus Catania. Als geschätzter Interpret des symphonischen Repertoires arbeitet Morandi auch regelmäßig im Konzertsaal. Häufig wird er eingeladen, das Stabat Mater von Rossini und die Messa da Requiem von Verdi einzustudieren. Er stand am Pult berühmter Klangkörper, beispielsweise der Accademia di Santa Cecilia, des Symphonieorchesters des Bayerischen Rundfunks, des London Philharmonic Orchestra und des London Symphony Orchestra.